# Râul Căprița
Râul Căprița este un curs de apă, afluent al râului Bârlui. 